# フェイゾーリオ
フェイゾーリオ（伊: Feisoglio）は、イタリア共和国ピエモンテ州クーネオ県にある、人口約300人の基礎自治体（コムーネ）。

## 地理

### 位置・広がり

#### 隣接コムーネ
隣接するコムーネは以下の通り。
- ボッソラスコ
- チェッレート・ランゲ
- クラヴァンツァーナ
- ゴルツェーニョ
- レーヴィチェ
- ニエッラ・ベルボ
- セッラヴァッレ・ランゲ
- トッレ・ボルミダ

#### 地震分類
イタリアの地震リスク階級 (it) では、4
に分類される。